# Europa Centralna (centrum handlowe)
Europa Centralna – duże centrum handlowe w Gliwicach, składające się z parku handlowego i galerii handlowej o łącznej powierzchni 67 tys. m². Na jego terenie znajduje się kilkadziesiąt sklepów, placówek usługowych i gastronomicznych oraz 2,3 tys. miejsc parkingowych. Centrum zlokalizowane jest przy węźle autostradowym Gliwice-Sośnica, dzięki czemu jest osiągalne w ciągu 30 min przez 1,85 mln mieszkańców, zaś w ciągu 1 h przez 4,9 mln mieszkańców. Projekt centrum uzyskał ekologiczny certyfikat BREEAM. 